# Le Chef-lieu de canton
Pour les articles homonymes, voir Chef-lieu.
Le Chef-lieu de canton est un film muet français réalisé par Louis Feuillade et sorti en 1911. Il fait partie de la série La Vie telle qu'elle est.

## Fiche technique
- Réalisation et scénario : Louis Feuillade
- Société de production : Société des Établissements L. Gaumont
- Pays d'origine :  France
- Format : Muet - Noir et blanc
- Genre : Drame
- Durée : inconnue
- Date de sortie : 
  -  France - 1911

## Distribution
- Henri Duval
- Suzanne Grandais
- René Navarre
- Paul Manson